# Lee Hazlewood
Pour les articles homonymes, voir Hazelwood.
Barton Lee Hazlewood est un auteur-compositeur-interprète et producteur américain né le 9 juillet 1929 à Mannford (Oklahoma) et mort le 4 août 2007 à Las Vegas (Nevada). 
Considéré comme une figure de proue de la musique pop américaine dans les années 1960, il a notamment écrit pour Nancy Sinatra (These Boots Are Made for Walkin' ou Summer Wine).

## Biographie
Lee Hazlewood commence à écrire des chansons en 1953, travaille en tant que disc-jockey dans l'Arizona et trouve un emploi au studio Phoenix en 1955. Il crée son propre label et s'occupe de la carrière du guitariste Duane Eddy.
En 1958, il fait ses débuts de chanteur sous le nom de Mark Robinson. En juillet 1958, sort Rebel Rouser, une composition signée Eddy-Hazlewood qui connait, grâce à Duane Eddy, un petit succès international. 

En 1963, il sort Trouble Is A Lonesome Town, sorte d'album concept racontant la vie quotidienne des citoyens de l'imaginaire Trouble ville (en fait, une interprétation fictive de sa ville natale), où Hazlewood raconte l'histoire allégorique de la perte de l'innocence de l'Amérique profonde. 

En 1965, il écrit un certain nombre de morceaux pour Nancy Sinatra, dont le célèbre These Boots Are Made for Walkin', en 1966, qui reste un de leurs plus grands succès. Composé également en 1966, Summer Wine devient, en 1967, un succès mondial. Le titre figure sur l'album Nancy & Lee sorti en 1968 tout comme You've Lost That Lovin' Feelin', reprise du duo The Righteous Brothers. L'album fait partie de la discothèque idéale de FIP.

Grâce à Frank Sinatra, il compose la BO de Tony Rome est dangereux, polar dirigé par Gordon Douglas.
Il apporte son aide pour le lancement de la carrière de Phil Spector.
À la suite de sa collaboration fructueuse sur The cowboy and the lady en 1969 avec Ann Margret, sort Cowboy in Sweden enregistré en Suède en 1970. Cet album est considéré comme l'un de ses meilleurs. Les compositions y sont superbement arrangées à la manière de Burt Bacharach.
L'album Nancy & Lee Again en 1972 ne réussit pas à relancer l'intérêt pour son travail et pour le personnage considéré comme très caractériel et dédaignant le showbiz. Exilé, Lee Hazlewood passe 10 ans à écrire de la musique pour la télévision suédoise. 
En 1999, Steve Shelley, batteur de Sonic Youth, obtient de Hazlewood l'expatrié l'autorisation de rééditer six de ses albums devenus introuvables. Et Kim Gordon, du même groupe, a dit de Lee : « Un génie. Un des paroliers les plus audacieux que la chanson américaine ait connus. ».
Quoique peu connu du grand public, il est aujourd'hui considéré comme un producteur, auteur, compositeur et interprète de haute volée, au parcours commercial plus ou moins désastreux mais artistiquement très riche. Ses succès ont été mondiaux et il a été interprété notamment par Dean Martin, Petula Clark et Marie Laforêt, Anita Lane, Nick Cave, The Jesus and Mary Chain, Beck, Robbie Williams et Nicole Kidman.

## Discographie

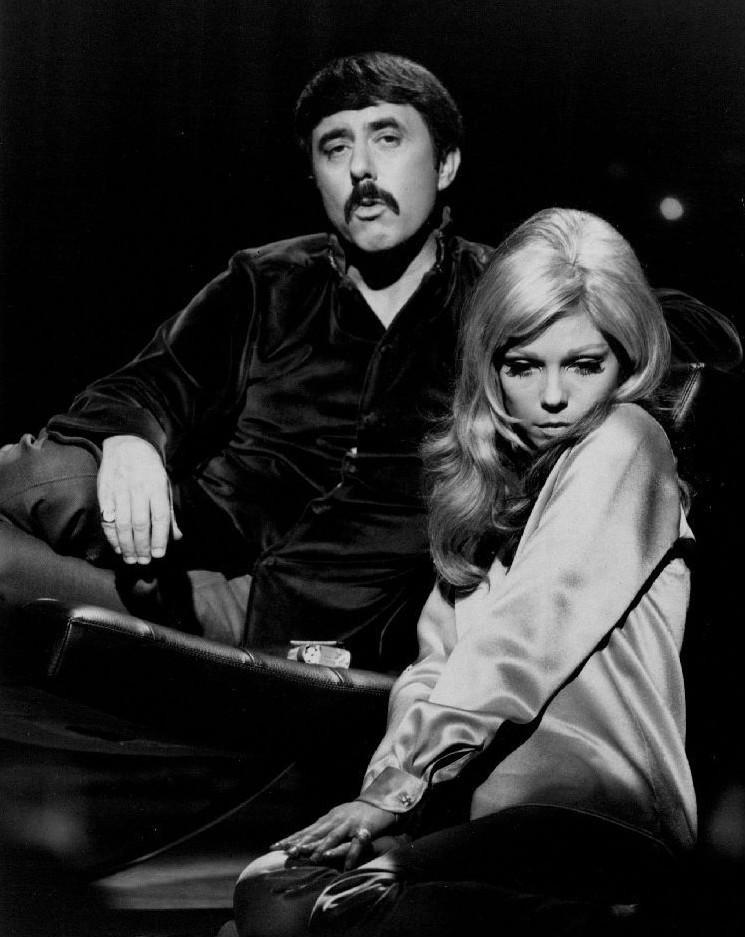
Nancy Sinatra et Lee Hazlewood en 1968.

### Années 1960 et 1970
- 1963 — Trouble Is a Lonesome Town
- 1964 — The N.S.V.I.P.'s
- 1965 — Friday's Child (refashioned as 'Houston' in 1968)
- 1966 — The Very Special World of Lee Hazlewood
- 1966 — Summer Wine
- 1966 — These Boots Are Made For Walkin'  — compilation (LP: MGM 2354 036)
- 1967 — Lee Hazlewoodism Its Cause and Cure
- 1968 — Nancy & Lee (en) — en collaboration avec Nancy Sinatra
- 1968 — Something Special
- 1968 — Love and Other Crimes
- 1969 — The Cowboy and the Lady — en collaboration avec Ann-Margret
- 1969 : Forty
- 1970 — Cowboy in Sweden (en) — enregistré en Suède
- 1971 — Requiem for an Almost Lady (en)
- 1972 — Nancy & Lee Again — en collaboration avec Nancy Sinatra
- 1972 — 13
- 1973 — I'll Be Your Baby Tonight
- 1973 — Poet, Fool or Bum (en)
- 1974 — The Stockholm Kid Live at Berns
- 1975 — A House Safe for Tigers
- 1976 — 20th Century Lee
- 1977 — Movin' On
- 1977 — Back on the Street Again

### Années 1990 et 2000
- 1993 — Gypsies & Indians — en collaboration avec Anna Hanski (en)
- 1999 — Farmisht, Flatulence, Origami, ARF!!! & Me...  — en collaboration avec Al Casey Combo (en)
- 2002 — For Every Solution There's a Problem
- 2002 — For Every Question There's an Answer — interview
- 2002 — Total Lee! The Songs Of Lee Hazlewood —  (Album hommage avec Calexico, Jarvis Cocker, Lambchop, Madrugada, Tindersticks, Kid Loco...) —
- 2002 — Bootleg Dreams & Counterfeit Demos
- 2003 — Lycanthrope Tour/Europe 2002
- 2004 — Nancy & Lee 3 — en collaboration avec Nancy Sinatra
- 2006 — Cake or Death (en)
- 2019 — 400 Miles From L.A. 1955-56